# &Team
Cette page contient des caractères spéciaux ou non latins. S’ils s’affichent mal (▯, ?, etc.), consultez la page d’aide Unicode.
&Team (エンティーム, qui se lit andTeam) est un boys band japonais, basé au japon  Formé en 2022, il est composé de neuf membres.

## Histoire
K, Nicholas, EJ et Taki participent à l'émission I-Land qui aboutit à la formation du groupe Enhypen. Le 1er janvier 2021, Hybe Corporation annonce la création d'un groupe japonais à portée mondiale. Le 4 novembre 2021, la participation des quatre membres de I-Land est annoncée et les autres personnes seront sélectionnées lors d’un autre programme télévisé, cette fois en japonais. La diffusion &Audition – The Howling débute le 9 juillet 2022 et le groupe final est annoncé le 3 septembre,.

## Thèmes
Des liens existent entre Enhypen et &Team. Enhypen a notamment une thématique « vampire » qui apparaît dans plusieurs titres. K et EJ apparaissent dans le clip de Drunk-Dazed en tant que personnages « loup-garou », thème qui deviendra un fil rouge de l'univers de &Team.

## Membres
| Nom de scène | Nom de scène        | Nom de naissance        | Nom de naissance | Date de naissance | Nationalité         |
| Romanisé     | Jap./Cor.           | Romanisé                | Jap./Chi./Cor.   | Date de naissance | Nationalité         |
| ------------ | ------------------- | ----------------------- | ---------------- | ----------------- | ------------------- |
| K            | ケイ / 케이         | Koga Yudai              | 古賀祐大         | 21 octobre 1997   | Japonais            |
| Fuma         | フウマ / 부마       | Murata Fuma             | 村田風雅         | 28 juin 1998      | Japonais            |
| Nicholas     | ニコラス / 니콜아스 | Wang Yixiang            | 王奕翔           | 9 juillet 2002    | Taïwanais           |
| EJ           | 이지                | Byun Eui-Joo            | 뷴 으이주        | 7 septembre 2002  | Sud-Coréen          |
| Yuma         | ユウマ / 유마       | Nakakita Yuma           | 中耒田悠真       | 7 février 2004    | Japonais            |
| Jo           | ジョウ / 조         | Asakura Jo              | 朝倉穣           | 8 juillet 2004    | Japonais            |
| Harua        | ハルア / 하루아     | Shigeta Harua           | 重田美琉愛       | 1er mai 2005      | Japonais            |
| Taki         | タキ / 타키         | Takayama Riki           | 高山りき         | 4 mai 2005        | Japonais            |
| Maki         | マキ / 마키         | Riki Maus / Hirota Riki | 宏田力           | 17 février 2006   | Allemand / Japonais |

## Discographie

### Albums studio
- 2023 : First Howling: Now
- 2024 : Yukiakari

### EP
- 2022 : First Howling: Me
- 2023 : First Howling: We

### Singles
- 2022 : Under the Skin
- 2023 : W.O.L.F (Win or Lose Fight)
- 2023 : Blind Love
- 2024  :  Maybe
- 2024 : Koegawari
- 2024 : Beat the odds
- 2024 : MEME
- 2024 :  Feel the Pulse
- 2024 : Jyuugoya
- 2024 : illumination
- 2025 : Magic Hour / Wonderful World
- 2025 : Extraordinary day

### Albums Singles
- 2024 : Samidare
- 2024 : Aoarashi

## Distinctions
- Japan Gold Disc Awards 2023 - Best 5 New Artists[6]